# Satsuma (cuirassé)
Pour les articles homonymes, voir Satsuma.
Le Satsuma (薩摩) est un cuirassé de type semi-Dreadnought, navire de tête de sa classe construit pour la marine impériale japonaise dans les années 1900. Nommé d'après la province de Satsuma, il fut le premier cuirassé construit au Japon.

## Historique
Le Satsuma est mis sur cale à l'arsenal naval de Yokosuka le 15 mai 1905. Il est lancé lors d'une cérémonie le 15 novembre 1906, présidée par l'empereur Meiji, le ministre de la marine et de nombreux hauts fonctionnaires,. Mis en service le 25 mars 1910, il est à son lancement, le cuirassé ayant le plus gros tonnage au monde.
Le 5 août 1911, lors d'un exercice de tirs avec ses canons de 12 pouces, il est victime d'une explosion interne qui provoque un incendie et tue 16 membres d'équipage ainsi que plusieurs officiers.
Il est légèrement endommagé par un typhon le 22 septembre 1912. Lorsque la Première Guerre mondiale éclate en août 1914, le Satsuma est affecté au 1er escadron de cuirassés au cours duquel il est vaisseau amiral du contre-amiral Tatsuo Matsumura dans la Deuxième escadre des mers du sud lors de la saisie des possessions allemandes des îles Carolines et Palaos en octobre 1914.
Le Satsuma rejoint le 1er escadron de cuirassés en 1915, est réaménagé à l'arsenal naval de Sasebo en 1916, avant de revenir dans l'escadre qu'il fréquente jusqu'à la fin de la guerre.
Le navire est désarmé à l'Arsenal naval de Yokosuka en 1922, se conformant aux dispositions du traité naval de Washington. Rayé des listes le 20 septembre 1923 et converti en navire cible, le Satsuma est coulé par les cuirassés Mutsu et Nagato au nord de la péninsule de Bōsō, près de l'embouchure de la baie de Tokyo le 7 septembre 1924.